# Ogcodes waterhousei
Ogcodes waterhousei este o specie de muște din genul Ogcodes, familia Acroceridae. A fost descrisă pentru prima dată de Paramonov în anul 1957. Conform Catalogue of Life specia Ogcodes waterhousei nu are subspecii cunoscute.